# No Phun Intended
No Phun Intended  è il primo album da solista del cantante e rapper Tyler Joseph, frontman del gruppo musicale statunitense Twenty One Pilots, pubblicato nel 2008.

## Tracce
L'album originale, contrariamente all'opinione popolare, è un EP di soli sei brani pubblicato presumibilmente intorno al 2008 da Tyler Joseph sulla sua pagina personale di PureVolume, una piattaforma di music sharing.
Nel corso degli anni, e da una pluralità di fonti spesso difficilmente rintracciabili all'interno del web, sono emerse ulteriori tracce inedite attribuibili al cantante nel periodo antecedente la formazione dei Twenty One Pilots e la pubblicazione dell'album eponimo. L'attività di sistematizzazione dei fan ha portato questo materiale a confluire progressivamente all'interno dell'EP, risultando alfine in un album bootleg che (con l'eccezione di alcune compilazioni più arbitrarie) si è stabilizzato su 19 tracce.

### No Phun Intended (EP originale)
1. Taken By Sleep
2. Drown
3. Tonight
4. Save
5. Hole In The Ground
6. Blasphemy

### No Phun Intended (bootleg)
1. Blasphemy
2. Drown
3. Hole in the Ground
4. Save
5. Taken By Sleep
6. I Want To Know
7. Just Like Yesterday
8. Never Change
9. Prove Me Wrong
10. Realize That It's Gone
11. Tonight
12. Falling Too
13. Whisper
14. Tb Saga
15. Chords/Words (Mancante)
16. Trees
17. Where Did We Go
18. I'm A Goner (Mancante)
19. Hear Me Now

## Curiosità
- Dai Twenty One Pilots, Trees verrà riutilizzata rispettivamente in Regional at Best nel 2011 e, in versione reincisa, in Vessel nel 2013; I'm a Goner apparirà come Goner all'interno di Blurryface nel 2015.
- Sempre dalla band, parte dei testi di Blasphemy, Drown e Just Like Yesterday verranno riciclati e reimpiegati rispettivamente in Anathema (Regional at Best), Fall Away (album eponimo) e Ode to Sleep (Regional at Best/Vessel).
- La copertina dell'album con banda bianca superiore e nome del cantante (che richiama graficamente lo stile della copertina di Regional at Best), oramai ampiamente diffusa, è un altro prodotto dei fan; l'originale consiste nella fotografia dell'auto senza alcuna alterazione grafica.